# Керченское сражение (1790)
Сражение у Керченского пролива — морское сражение в ходе русско-турецкой войны 1787—1791 годов между флотами Российской и Османской империй, состоявшееся 8 (19) июля 1790 год близ Еникальского (Керченского) пролива.
В ходе боя русский Черноморский флот под командованием контр-адмирала Ф. Ф. Ушакова одержал победу нерешительного характера над турецким флотом под командованием капудан-паши Гиритли Хусейна, который смог к ночи отступить с незначительными потерями. Победа русской эскадры однако не позволила Османской империи высадить свои войска в Крыму, но турецкий флот сохранил все десантные корабли.

## Предыстория
Возможная высадка турецкого десанта в Крыму представляла серьёзную угрозу для русской армии, силы которой здесь были сравнительно невелики. Капудан-паша Гиритли Хусейн, несмотря на молодой возраст (ему было 22 года) пользовавшийся доверием султана, обещал при помощи действий флота возвратить контроль над Крымским полуостровом и принудить Россию к миру.
В конце июня из Босфора вышли главные силы турецкого флота капудан-паши Хусейна. 28 июня они появились вблизи Севастополя, а затем направились на восток, в сторону турецкой крепости Анапы, где взяли на борт войска десанта. Османский флот насчитывал 10 линейных кораблей, 8 фрегатов и 36 вспомогательных судов.
2 июля следом за неприятелем из Севастополя вышли все боеготовные корабли Черноморского флота во главе с его командующим — контр-адмиралом Ф. Ф. Ушаковым (5 линейных кораблей, 11 фрегатов, 16 вспомогательных судов). Основной задачей было не допустить высадки турецких сил в Крыму.
Пройдя вдоль крымских берегов, Ушаков встал на якорь у мыса Такиль — южной оконечности Еникальского (ныне Керченского) пролива, направив в дозор крейсерские суда.

## Ход сражения
Утром 8 июля, вскоре после 9 часов 30 минут одно из русских крейсерских судов подало сигнал о появлении противника со стороны Анапы. Корабли Ушакова снялись с якоря и выстроились в линию баталии из 16 кораблей и фрегатов, чтобы встретить турецкий флот под парусами. Увидев русский флот, Хусейн-паша выслал вперед бомбардирские суда и под их прикрытием выстроил боевую линию из 10 линейных кораблей, параллельную русской. Его фрегаты держались с наветренной стороны от линейных кораблей, а за ними расположились мелкие суда.
Используя свое наветренное положение и превосходство в артиллерии (около 1100 орудий против примерно 830), османский флот с ходу атаковал российский, направив свой главный удар на авангард под командованием капитана бригадирского ранга Г. К. Голенкина. Турецкие корабли открыли огонь около 12 часов. Их манёвр прикрывался огнем бомбардирских судов, стрелявших с дальней дистанции. Однако русский авангард выдержал атаку неприятеля и точным ответным огнём сбил его наступательный порыв. Капудан-паша всё же продолжил и усилил свой натиск, подкрепляя силы на направлении главного удара кораблями с большими орудиями.
В разгоревшемся сражении Ушаков вывел из линии шесть 40-пушечных фрегатов, ядра малокалиберных орудий которых не могли с такого расстояния эффективно поражать противника, и приказал линейным кораблям плотно сомкнуть дистанцию, устремившись основными своими силами на помощь авангарду. Выведенные из линии фрегаты образовали «корпус резерва». Тем временем, турецкий авангард во главе с младшим флагманом Сеид-беем, стремился охватить авангард российского флота, поставив его под сокрушительный огонь.

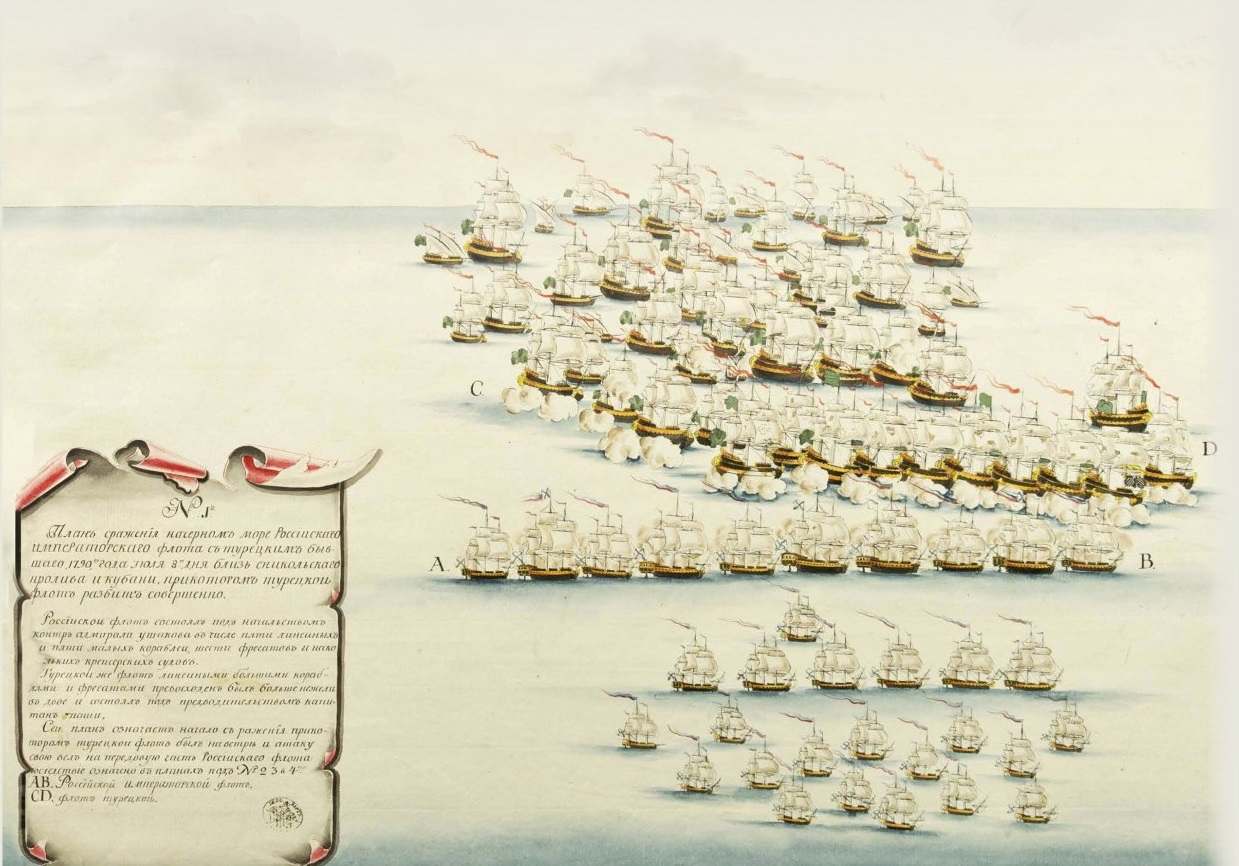
Ход сражения. Картина конца 18-го века

Около 15 часов ветер переменился, зайдя примерно на 4 румба к северу, что позволило линии российских кораблей сблизиться с противником на дистанцию картечного выстрела (менее 100 метров) и ввести в действие всю артиллерию, включая малую. При этом удар основных сил пришелся на флагманский корабль Хусейн-паши. Перемена ветра сделала выгодным положение фрегатов «корпуса резерва». Они, следуя за «Иоанном Воинственником» под командованием капитана 2-го ранга А. Г. Баранова, выдвинулись вперед и поддержали свой авангард, поставив атакующие его турецкие корабли между двумя огнями.
От перемены ветра и решительной атаки русских турки пришли в замешательство. Около 16 часов, попав в сложное положение, они стали поворачивать всей колонной, чтобы уйти под ветер и уклониться от ближнего боя. При этом турецкие корабли, включая флагманский и вице-адмиральский, вынуждены были вблизи пройти вдоль линии российской кордебаталии и подставили себя под мощный огонь 80-пушечного «Рождества Христова» и 66-пушечного «Преображения Господня». Они получили при этом большие разрушения и потери в живой силе (на борту турецких кораблей находился десант, предназначенный для высадки в Крыму). Один кирлангич при этом был потоплен.
Оказавшись на ветре, Ушаков внезапно полностью перестроил свои корабли. Флагманский «Рождество Христово» стал головным. Авангарду был дан сигнал исполнить поворот «всем вдруг» (всем вместе) оверштаг, а прочим кораблям — фордевинд и, не соблюдая прежний порядок мест в линии, «каждому по способности случая, с крайней поспешностью войтить в кильватер» флагману. После исполненного манёвра вся перестроившаяся русская линия во главе с флагманом «весьма скоро» оказалась на ветре у неприятеля, что значительно усугубило положение турок.
Не надеясь выдержать очередную атаку, турки дрогнули и пустились в бегство. Попытка преследовать противника в боевом ордере оказалась безуспешной. Легкость в ходу турецких кораблей спасла их от разгрома. Оторвавшись от преследования, они ушли под покровом ночи. Не обнаружив утром турецких кораблей, Ушаков отдал приказ идти в Феодосию, чтобы исправить повреждения рангоута и такелажа. Вечером 12 июля эскадра вернулась в Севастополь.

### Состав флотов

#### Российский Черноморский флот
Боевой порядок указан на начало сражения[страница не указана 1322 дня], позже 40-пушечные фрегаты были выведены в отдельную линию и образовали резерв для подкрепления авангарда, а в заключительной части сражения линия была полностью перестроена и головным кораблем стал «Рождество Христово». Для понимания сил сторон надо иметь в виду, что «Святой Георгий», «Иоанн Богослов», «Александр Невский», «Петр Апостол» и «Апостол Андрей» на самом деле были фрегатами, которые по распоряжению Г. А. Потёмкина с 1788 по 1793 год числились линейными кораблями, а позже, по мере входа в строй 66-80-пушечных кораблей, были возвращены в ранг фрегатов.
Авангард
- Фрегат «Святой Георгий Победоносец», 50 пушек, капитан 1-го ранга Ф. В. Поскочин.
- Фрегат «Иоанн Воинственник», 40 пушек, капитан 2-го ранга А. Г. Баранов.
- Линейный корабль «Мария Магдалина», 66 пушек, капитан бригадирского ранга Г. К. Голенкин, командующий авангардом.
- Фрегат «Иоанн Богослов» 46 пушек, капитан 1-го ранга Н. П. Кумани.
- Фрегат «Святой Иероним», 40 пушек, капитан 2-го ранга А. П. Алексиано.

Кордебаталия
- Линейный корабль «Преображение Господне», 66 пушек, капитан 2 ранга Я. Н. Саблин.
- Фрегат «Покров Богородицы», 40 пушек, капитан 2-го ранга И. И. Ознобишин.
- Линейный корабль «Рождество Христово», 80 пушек, капитан 2-го ранга М. М. Ельчанинов, флаг контр-адмирала Ф. Ф. Ушакова.
- Фрегат «Святой Александр Невский», 50 пушек, капитан 2-го ранга Н. Л. Языков.
- Фрегат «Амвросий Медиоланский», 40 пушек, капитан 2-го ранга М. Н. Нелединский.
- Линейный корабль «Святой Владимир», 66 пушек, капитан 2-го ранга А. А. Обольянинов.

Арьергард
- Фрегат «Кирилл Белозерский», 40 пушек, капитан 2-го ранга Е. П. Сарандинаки.
- Фрегат «Петр Апостол», 46 пушек, капитан 2-го ранга Ф. Я. Заостровский.
- Линейный корабль «Святой Павел» 66 пушек, капитан 1-го ранга К. А. Шапилов.
- Фрегат «Нестор Преподобный», 40 пушек, капитан-лейтенант Ф. В. Шишмарев.
- Фрегат «Апостол Андрей», 50 пушек, капитан 1-го ранга Р. Вильсон.

Вспомогательные суда за линией
- Репетичное судно «Полоцк», 14 пушек, Г. Г. Белле (судно, предназначенное для репетования, то есть повторения сигналов, которые поднимал флагман).
- Крейсерские суда: «Принцесса Елена» (16 пушек), «Панагия Апотоменгане» (16 пушек), «Абельташ» (14 пушек), «Феникс» (12 пушек, Г. Н. Бенардаки), «Святой Климент папа Римский» (10 пушек), «Панагия ди Дусено» (10 пушек), «Святой Николай», «Панагия Попанди», «Панагия Турляни», «Карло-Константин», «Святой Александр», «Слава Святого Георгия», «Красноселье».
- Брандеры «№ 1» и «№ 3».

## Итоги и последствия
Сражение продолжалось около 5 часов. Многие турецкие линейные корабли получили повреждения и, вероятно, понесли серьёзные потери в личном составе. Потери на российских кораблях составили, по рапорту Ушакова, 29 человек убитыми (включая двух офицеров) и 68 человек (в том числе четверо офицеров) ранеными.
Ф. Ф. Ушаков писал о победе:

Я сам удивляюсь проворству и храбрости моих людей. Они стреляли в неприятельский корабль не часто и с такою сноровкою, что, казалось, каждый учится стрелять по цели, снаравливаясь, чтобы не потерять свой выстрел!

Победа русского флота в Керченском сражении сорвала планы турецкого командования по захвату Крыма. Кроме того, поражение турецкого флота привело к снижению уверенности руководства в безопасности своей столицы и заставило Порту «взять осторожности для столицы, дабы в случае со стороны российской на оную покушения, защитить бы можно было». При этом задача захвата Крыма не отменялась и для её решения турецкий флот в дальнейшем сосредоточился в районе Варны, получая подкрепления.[страница не указана 1322 дня]. После окончания Керченского сражения турецкий флот почти полностью прекратил своё существование.
За победу в сражении контр-адмирал Ушаков был награждён орденом Святого Владимира II степени.

## Оценки
Екатерина II писала князю Г. А. Потемкину:

Победу Черноморского флота над турецким мы праздновали вчера молебствием у Казанской, и я была так весела как давно не помню. Контр-адмиралу Ушакову великое спасибо прошу от меня сказать и всем его подчиненным.

Во время сражения у Керченского пролива Ф. Ф. Ушаков проявил себя умелым флагманом, способным творчески мыслить и принимать неординарные тактические решения. «Не удаляясь главных правил», он смог нешаблонно распорядиться силами флота. Осуществляя управление флотом, он стремился вместе с тем дать определённую инициативу в манёвре своим командирам («каждому по способности случая»).
В сражении проявился отход от господствовавшей тогда линейной тактики. Ушаков, нарушая строй, поддержал авангард своим центром, а затем, заняв своим флагманом место головного корабля, атаковал арьергард. Примененный Ушаковым под влиянием момента (недостаточная дальнобойности орудий поставленных в линию фрегатов, которые иначе оказались бы беззащитной мищенью) прием выведения фрегатов в «корпус резерва» был впоследствии осознанно повторен им в сражении у Тендры. Надо отметить, что это был не резерв в современном понимании слова, а специальная эскадра, предназначенная для усиления атаки на флагманские корабли противника. Таким образом, Ушаков впервые в российском флоте реализовал принцип сосредоточения сил и взаимной поддержки.
Ещё один вывод после сражения Ушаков сделал на основе неудачного преследования турецкого флота. В дальнейшем он отказался от построения в боевой порядок и ввел преследование без соблюдения строя.